# Elisabeta Tufanová
Elisabeta Tufanová za svobodna Elisabeta Guzganuová (* 8. srpna 1964 Bukurešť, Rumunsko) je bývalá rumunská sportovní šermířka, která se specializovala na šerm fleretem. Rumunsko reprezentovala v osmdesátých a devadesátých letech. Na olympijských hrách startovala v roce 1984, 1988 a 1992 v soutěži jednotlivkyň a družstev. V roce 1987 získala titul mistryně světa v soutěži jednotlivkyň. S rumunským družstvem fleretistek vybojovala na olympijských hrách stříbrnou (1984) a bronzovou (1992) olympijskou medaili a v roce 1994 získala s družstvem titul mistryň světa.